# نبيلة تيزي
نبيلة تيزي صادقي (20 مارس 1984) هي لاعبة كرة اليد جزائرية محترفة تلعب في مركز الظهير الأيمن، تلعب مع منتخب الجزائر لكرة اليد للسيدات إضافة إلى نادي لاندي لامبول الفرنسي. لمع صيتها خلال بطولة العالم لكرة اليد للسيدات 2013 في صربيا حيث أصبحت الهدافة التاريخية لمنتخبها.

## مسيرتها
بدأت اللعب مع نادي بيزنسون الفرنسي في 2007، وقضت معه 5 سنوات، ثم انتقلت نحو نادي أنغوليم مطلع العام 2012. وفي 2013 انتقلت إلى نادي بريست.

## مشاركتها

### مع المنتخب

#### بطولة العالم
- بطولة العالم لكرة اليد للسيدات 2013

#### بطولة أفريقيا
- بطولة أفريقيا لكرة اليد للسيدات 2008
- بطولة أفريقيا لكرة اليد للسيدات 2010
- بطولة أفريقيا لكرة اليد للسيدات 2012
- بطولة أفريقيا لكرة اليد للسيدات 2014
- بطولة أفريقيا لكرة اليد للسيدات 2016

## ألقابها

### مع الأندية
- 2016: وصيف كأس فرنسا لكرة اليد (نادي بريست)
- 2016: الدوري الفرنسي لكرة اليد الدرجة 2 (نادي بريست)
- 2014: الدوري الفرنسي لكرة اليد الدرجة 1 (نادي بريست)
- 2016–17: وصيف بطولة فرنسا لكرة اليد (نادي بريست)
- 2016–17: ربع نهائي كأس أوروبا لكرة اليد للسيدات (نادي بريست)[5]
- 2009–10: ربع نهائي كأس التحدي الأوروبية لكرة اليد للسيدات (نادي بيزنسون)

### الشخصية
- 2012: أفضل ظهير أيمن في بطولة أفريقيا لكرة اليد للسيدات
- 2010–11: ثالث أفضل هداف في الدوري الفرنسي لكرة اليد للسيدات
- 2012: أفضل ظهير أيمن في الدوري الفرنسي لكرة اليد للسيدات الدرجة 1[6]

## روابط خارجية
- نبيلة تيزي على موقع الاتحاد الأوروبي لكرة اليد (الإنجليزية)

لم يتم العثور على روابط لمواقع التواصل الاجتماعي.

- نبيلة تيزي على موقع الاتحاد الأوروبي لكرة اليد